# جشنواره بین‌المللی فیلم باهاما
جشنوارهٔ بین‌المللی فیلم باهاما (به انگلیسی: Bahamas International Film Festival) یا به اختصار (BIFF)، یک جشنوارهٔ فیلم است که از سال ۲۰۰۴ که تأسیس شده‌است، هر سال اوایل دسامبر در باهاما برگزار می‌شود. این جشنواره یک سازمان ناسودبر است که به انجمن‌های محلی و بازدید کنندگان بین‌المللی، فیلم‌های متنوعی را از سراسر جهان ارائه می‌کند. این جشنواره علاوه بر ارائهٔ فیلم‌هایی که ممکن است در سینماهای باهاما نمایش داده نشده باشند، یک تجربه منحصربه‌فرد فرهنگی، برنامه‌های آموزشی و انجمن‌هایی برای بررسی آینده سینما را نیز فراهم می‌کند. بنیانگذار و مدیر اجرایی این جشنواره، «لسلی وندرپول» است.
فیلم سینمایی «گورکن» به کارگردانی کاظم ملایی در هفدهمین دورهٔ جشنوارهٔ بین‌المللی فیلم باهاما در (سال 2021) در بخش نگاه نو (بخش مخصوص آثار کارگردانان فیلم اول و دوم) به نمایش درآمد. 